# Yamaha XV400
Yamaha XV 400 Virago — мотоцикл, що випускався компанією Yamaha Motor Company. Це один з декількох апаратів в лінійці Virago, який позиціонується як середньорозмірний «круізер» з обсягом двигуна в 400 см³. Ця модель є внутрішньо Японською, і являє собою точну копію 535 моделі.
Це унікальний апарат серед мотоциклів стилю «круізер», з карданним приводом замість ланцюга або ременя і V-подібним двоциліндровим двигуном такого обсягу.
Модель була замінена в 1998 рік у на «Star»-лінійку від Yamaha. Drag-Star 400 також э мотоциклом для внутрішнього ринку Японії.

## Історія моделі
Історія лінійки Virago («чоловікоподібна жінка») розпочинається в 1981 році, коли світ побачив мотоцикл "XV750 Special" об'ємом 748 см³. У 1987 році було випущено модель Yamaha XV535 Virago з двигуном 535 см³; 46 к.с. при 7500 об/хв; суха маса мотоцикла 186 кг; база 1520 мм; спицовані колеса. Бак для пального (8,6 л) розташовано під седлом.
У 1988 році було випущено точну копію 535 моделі з двигуном 399 см³ для внутрішнього ринку Японії. Це пов'язано з системою категорій транспорту в Японії. Об'єм двигуна прийнято щоб дозволити їздити на цьому мотоциклі водіям з відкритою категорією "звичайні" (普通), бо мотоцикли з об'ємом двигуна більше 400 кубічних сантиметрів потребують категорію прав "важкі" (大型).
Спочатку (в 1988 році) Віраго  комплектувалася одним бензобаком об'ємом 8,6 л, який знаходився під сідлом. На традиційному місці був фальш-бак. Дане рішення дозволило істотно знизити центр ваги, що позитивно позначилося на стійкості і легкості керування. Згодом (на моделях з 1989 року) на місці фальш-бака з'явився бак об'ємом 4,5 л, в результаті Віраго стала з двома бензобаками. Основним баком, з якого здійснюється подача в карбюратори - той що під сидінням, паливо подається за допомогою бензонасоса (а не самопливом, як у більшості мотоциклів).
В 1991 році суцільні гальмівні диски с замінено на диски с вентиляційними прорізями.
З 1993 року кришки картеру, корпусні елементи карбюраторів, клапані кришки почали випускатися хромованими замість полірованого алюмінію. 
В 1994 році було змінено гальмівну систему. Так замість однопоршневого тормозного супорту було встановлено двопоршневий.
Виробництво моделі з 400 кубовим мотором завершено в 1998 році. На заміну Віраго 400 у 1996 році розпочато виробництво моделі ДрагСтар 400. ДрагСтар є вже повноцінним круїзером з сильно винесеними підніжками, бензобак, що знаходився під сидінням видалено, дизайн був кардинально змінений. 
На даний момент копія Віраго-400 під маркою «Lifan» виробляється на  ЗіД.

## Технічні особливості
Слід зазначити, що незважаючи на своє оформлення в стилі чоппер, посадка на мотоциклі ближче до класичної. Апарат керується і гальмує відчутно краще, ніж традиційні чоппери, але гірше ніж класики. Тобто Віраго по суті є проміжним класом між чоперами і класиками, завдяки чому і користувався і користується заслуженою популярністю.
Конструкція мотоциклу подібна до всіх з лінійки «Віраго». Усі агрегати закріплено на трубчату(хребтову) раму. До речі двигун також включено до силової схеми рами.
Підвіска спереду складає з простої телескопічної вилки, що забезпечує їй надійність. Ззаду встановлено підвіску у вигляді двостороннього маятника та двох амортизаторів. Задня підвіска - одна з відмінностей цієї моделі від перших мотоциклів лінійки "Віраго", де було застосовано моноамортизатор.
Силова установка, як і у всієї лінійки, у XV-400 складало з V-подібного двоциліндрового двигуна з двома клапанами на циліндр з верхнім розміщенням розподільних валів (один на циліндр). Потужність двигуна 40 к.с. при 7500 об/хв. Циліндри розташовано зі зміщенням, для забезпечення кращого охолодження заднього циліндра. Кут розвалу циліндрів - 75°.
Карбюраторна система живлення знаходилась в розвалі циліндрів і складається з двох карбюраторів Mikuni. Вихлопна система розташована з правої сторони і виконана за схемою 2-1-2. Тобто дві труби з циліндрів приєднано до загального резонатору, а з резонатора також виходять дві труби.
Сидіння у мотоцикла було ступінчастим. Були варіанти суцільного на з двох частин. Під водійським сидінням було розміщено бак. У випадку суцільного сидіння (варіант з одним баком) воно було виконано відкидним, для легкого доступу до горловини баку на набору інструментів. У випадку сидіння з двох частин відкидним була лише задня, пасажирська частина, для швидкого доступу до бардачка з інструментами.
Панель приладів складається з спідометра, індикаторів нейтралі, дальнього світла, та вказівників поворотів - окремим блоком, та індикатора малої кількості палива на спідометрі. Панель приладів розміщено на верхній траверсі і зафіксовано разом з рулем.

## Популярність моделі
У країнах СНД найбільшого поширення набула модель Віраго-400 з об'ємом двигуна 398 см³. Від моделі 535 вона практично не відрізняється ні зовні, ні по конструкції. Відмінність полягає в деталях циліндро-поршневої групи. Один з суттєвих факторів популярності саме внутрішньояпонської 400 кубової моделі - її ціна. Так, при однаковому стані вживаних мотоциклів, мотоцикл з 400 кубовим мотором може бути в півтора - два рази дешевший за 535.
Ще одним фактором популярності моделі 400 (на разі як і 535) є динамічні характеристики. Так до швидкості 80 км/год моделі 400/535 при розгоні не відстають від "старших" моделей Віраго (750...1100) та на додаток, завдяки меншій масі легші в керуванні та більш маневрені, що досить важливо для поїздок містом.
По суті, з завершеннями виробництва моделей Вираго 400 та 535, та початком виробництва ДрагСтар 400 та 650 Ямаха розпочала випуск повноцінного круїзер, але втратила нішову модель.